# Công đồng Chalcedon

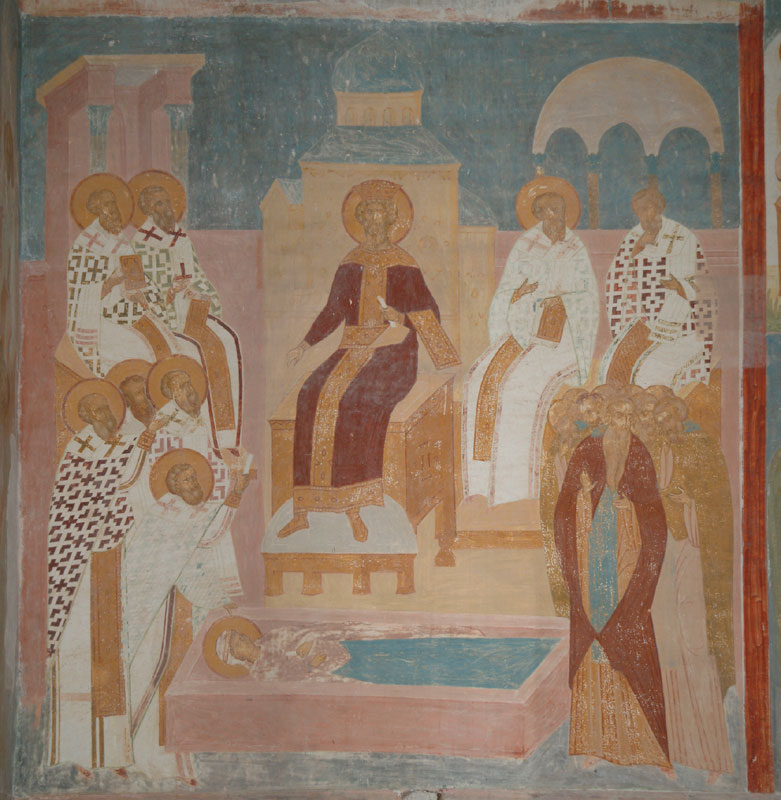
Công đồng Calcêđônia

Công Đồng Calcêđônia đã đưa ra một định nghĩa quan trọng có tính cách quyết định cho việc trình bày đức tin về tín điều Nhập thể của Chúa Giêsu. Công đồng khẳng định Đức Giêsu Kitô có hai bản tính, nhân tính và thiên tính, hai bản tính này kết hiệp trong cùng một chủ thể có ngôi vị là Thiên Chúa Ngôi Lời. Về thần tính, Ngôi Lời Chúa Con được Chúa Cha sinh ra từ thuở đời đời; còn về nhân tính và trong thời gian, ngài được thụ thai và sinh hạ bởi Maria.

## Bối cảnh
Nhiều Giám mục không đồng ý với tuyên tín của Công đồng Êphêsô về thiên tính và nhân tính của Chúa Giêsu. Do đó, năm 433, Giám mục Gioan thành Antiokia đưa ra một công thức mới được đưa ra: "Có sự hợp nhất của hai bản tính (...)". Công thức này sau đó được Cyrillo chấp nhận và Giáo hoàng Xíttô II phê chuẩn.
Thế nhưng vẫn có một số người không tán thành. Theodoret miền Syria luôn bảo vệ hai bản tính của Đức Kitô, không nói gì đến việc "kết hợp mà không lẫn lộn". Còn viện phụ Eutykes ở Constantinople, cho rằng thiên tính bao trùm nhân tính đến độ chỉ còn thiên tính, đây gọi là Nhất tính thuyết (Monophysitism). Ban đầu đây chỉ là một cao trào nhằm tiêu diệt mọi vết tích của Nestorius, bằng việc cách chức nhiều Giám mục xứ Syria có cảm tình với người đã bị Công đồng Êphêsô lên án.
Tuy nhiên Giám mục Constantinopolis là Flavianô liền tổ chức một công đồng kết án Eutykes. Tuyên bố phạt vạ tuyệt thông ông này. Vạ này đến sau được Giáo hoàng Lêô I y nhận, khiến vấn đề trở thành lớn.

## Hội nghị ở Êphêsô
Hoàng đế Theodose II bạn của Eutykes liền mời tất cả những Giám mục ủng hộ ông này về dự một hội nghị được tổ chức ở Êphêsô. Hội nghị được đặt dưới quyền chủ tọa của Giám mục Alexandria là Dioscorus, ông này cũng ủng hộ quan điểm của Eutykes.
Giáo hoàng Lêô I có cử ba đại diện và gửi thư tỏ lập trường, nhưng Dioscorus không cho đọc lá thư đó. Ông còn yêu cầu Giám mục Eusebius thành Dorylea (Phrygia) người tố cáo Eutykes, phải ra khỏi công đồng, viện lẽ nguyên cáo không được ngồi tòa xét xử. Giành được ưu thế nên Eutykes được tự do bào chữa và chỉ phải ký nhận Kinh Tin Kính Nicea sau đó ông được tha vạ. Ngược lại, Giám mục nào nói Đức Kitô hai bản tính thì đều bị truất chức.
Ngay sau đó, quân lính của triều đình được mời đến để "đánh chết những kẻ phân biệt hai bản tính". Flavianô bị đánh trọng thương rồi chết. Giám mục Theodoret báo tin cho Rôma, giáo hoàng Lêô liền lên tiếng phản bác hội nghị Êphêsô. Các sử giả công giáo thường gọi hội nghị này là "mẻ cướp Êphêsô". Mặc dù bị phản bác nhưng học thuyết Eutykes vẫn được công khai tuyên truyền cho đến hoàng đế Theodose II qua đời.

## Công đồng
Sau khi lên ngôi, tân hoàng đế Marcianus lại ủng hộ lập trường của Rôma. Marcianus quyết định triệu tập một công đồng ở Calcedonia và yêu cầu giáo hoàng đến chủ tọa nhưng Lêô I không thể đi được vì lúc này người Hung Nô đã xâm lăng đất Ý. Nhưng ông cử các đặc sứ gồm 3 Giám mục và 2 linh mục đến chủ tọa công đồng.

### Nội dung
Giám mục Dioscorus đến tham dự công đồng và đề nghị kết án Giám mục Rôma. Nhưng ông bị tố cáo về tội lộng hành và bị công đồng tuyên bố cách chức và lưu đày. Chức vụ của Flavianô được phục hồi. Những người tham gia vào "mẻ cướp Êphêsô" đều bị áp dụng kỷ luật.
Về Giáo lý, Bản tuyên tín Nicea-Constantinopoli và thư của giáo hoàng Lêô được đem ra đọc. Các nghị phụ đã đồng thanh tung hô: "Đây là đức tin các Giáo phụ, đức tin các Tông đồ. Tất cả chúng tôi đều tin như vậy... Phêrô đã nói qua miệng Lêô".
Công đồng tuyên bố:
"Nhờ ơn Chúa, bản tuyên tín Nicea - Constantinopoli thực là sáng suốt và bổ ích, đủ để giúp hiểu biết trọn vẹn và củng cố đức tin chân thật...Vì những sự ấy đang âm mưu chống lại chân lý, Đại Công Đồng chung hôm nay họp tại đây, dạy lại giáo thuyết vững chắc đã được giảng dạy từ thuở ban đầu…
Noi theo các Thánh phụ, tất cả chúng tôi đồng thanh dạy chỉ có một và cùng một Chúa Con, Đức Giêsu Kitô Chúa chúng ta, chính Ngài toàn hảo trong thần tính và cũng chính ngài toàn hảo trong nhân tính, cũng chính ngài là Thiên Chúa thật và là người thật, gồm một linh hồn có lý trí và một thân xác, đồng bản tính với Chúa Cha theo thần tính, đồng bản tính với chúng ta theo nhân tính, giống chúng ta mọi đàng ngoại trừ tội lỗi, sinh ra bởi Chúa Cha từ trước muôn đời xét về thần tính, nhưng vào những ngày sau hết, "vì chúng ta và để cứu rỗi chúng ta, đã sinh bởi Đức Maria Trinh Nữ Mẹ Thiên Chúa (Théotokos) xét về nhân tính, chỉ một và cùng một Đức Kitô, là Chúa Con, là Chúa, là Con duy nhất mà chúng tôi nhìn nhận nơi Ngài có hai bản tính, không lẫn lộn, không thay đổi, không chia cắt, không phân ly; Sự khác biệt của hai bản tính hoàn toàn không bị tiêu tan bởi sự phối hợp, nhưng ngược lại các thuộc tính của mỗi bản tính vẫn được nguyên vẹn và gặp gỡ nhau trong một ngôi vị (hypostase) duy nhất (...)
Về tổ chức giáo hội, công đồng công nhận khoản luật của Công đồng Constantinopolis về các đặc ân dành cho Giáo hội rất thánh ở Constantinople là Rôma mới. Bởi thành phố này có sự hiện của hoàng đế, của thượng viện, và thừa hưởng cùng những đặc quyền như cố đô Rôma; Do đó, thành phố này đóng vai trò quan trọng trong các việc của Giáo hội, chỉ sau Rôma...

## Hậu công đồng
Nhiều Giám mục Hy Lạp, Syria, Palestin, Ai Cập không chịu ký nhận công thức do Công đồng Calcedonia. Các Giám mục này cho rằng: nếu chấp nhận công thức của Calcedonia; tức là đi ngược với Công đồng Êphêsô, và nhượng bộ Nestorius; nhất là không thể dung hòa được với giáo lý của Cyrillô.
Giáo chủ thành Alexandria là Timotheus Aelurius, người kế vị Dioscorus đã công khai chống đối công đồng. Cuộc chống đối này kéo dài gần nửa thế kỷ với các giáo chủ nối tiếp. Các đan sĩ, những người có nhiều ảnh hưởng trong quần chúng, kéo nhau theo bè Nhất tính thuyết, làm Giám mục Acacius thành Constantinopoli nghiêng theo.
Năm 484, hoàng đế Zenon ban hành chiếu chỉ Henotikos nhằm dung hòa hai bên, bằng một công thức "trung lập" làm ngơ đi tuyên tín của Calcedonia. Tuy nhiên công thức này đã bị Giáo hoàng Fêlix III phản đối và chính thức lên án.